# Байбуртян, Ваган Аракелович
Вага́н Араке́лович Байбуртя́н (арм. Վահան Բայբուրդյան, 11 сентября 1933, Ахалцихе) — армянский историк, востоковед, дипломат; доктор исторических наук (1975), профессор (1979).

## Биография
В 1957 году окончил Ереванский государственный университет. В 1965—1980 годах работал в Институте востоковедения Академии наук Армянской ССР; с 1969 года одновременно преподавал в Армянском педагогическом институте им. Х. Абовяна.
С 1980 года — заведующий кафедрой общей истории; с 1987 года — проректор, в 1990—1991 годах исполнял обязанности ректора Армянского педагогического института.
В 1994—1998 годах — Чрезвычайный и Полномочный Посол Армении в Иране. C 1998 г. — советник Министра иностранных дел Армении, руководитель Иранского отдела в Институте востоковедения.
С 2001 года заведует кафедрой международных отношений и дипломатии Ереванского государственного университета.

### Семья
Сын — Армен (род. 1964), политик, дипломат.

## Научная деятельность
В 1965 г. защитил кандидатскую, в 1975 г. — докторскую диссертации.

### Избранные труды
- Байбуртян В. А. Армянская колония Новой Джульфы в XVII веке. (Роль Новой Джульфы в иарно-европ. полит. и экон. связях). — Ереван: Изд. АН Арм. ССР, 1969. — 167 с. — 1000 экз.
- Байбуртян В. А. Армянская колония Новой Джульфы в ирано-западноевропейских экономических и политических взаимоотношениях в XVII веке : Автореф. дисс. … канд. ист. наук. — М., 1965. — 18 с.
- Байбуртян В. А. Турецко-иранские отношения (1900—1914 гг.) : Автореф. дисс. … д-ра ист. наук. — Ереван, 1975. — 100 с.